# Фисташковое мороженое
Фисташковое мороженое или мороженое с фисташками — это мороженое, приготовленное с использованием фисташковых орехов или ароматизаторов. Часто имеет характерный зелёный цвет. Фисташка также является вкусом сорбета и мороженого джелато. Фисташковое мороженое — слой в спумоне.
В Бакдаше в Дамаске (Сирия) производится растёртое мороженое, покрытое фисташками, под названием буза. Оно имеет эластичную текстуру из мастики и сахлаба и известен во всём арабском мире. Район Аль-Мина в Триполи известен своим арабским мороженым, в том числе «ашта» с фисташками.
Оно широко производится, в том числе Brigham’s Ice Cream, Ben & Jerry’s, Graeter’s и другими крупными брендами.

## Галерея

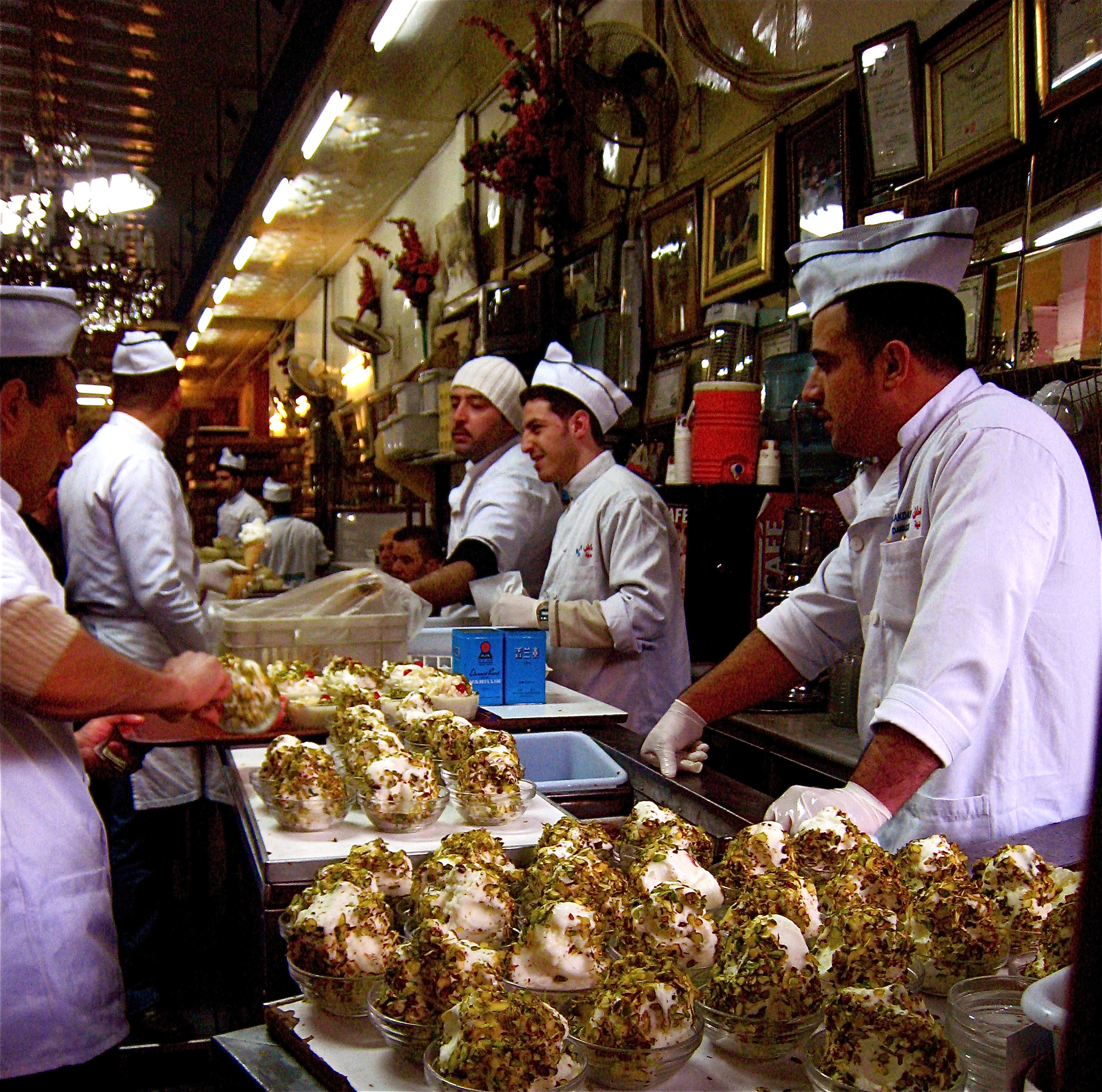
Бакдаш (кафе-мороженое) на старом базаре в Дамаске, Сирия
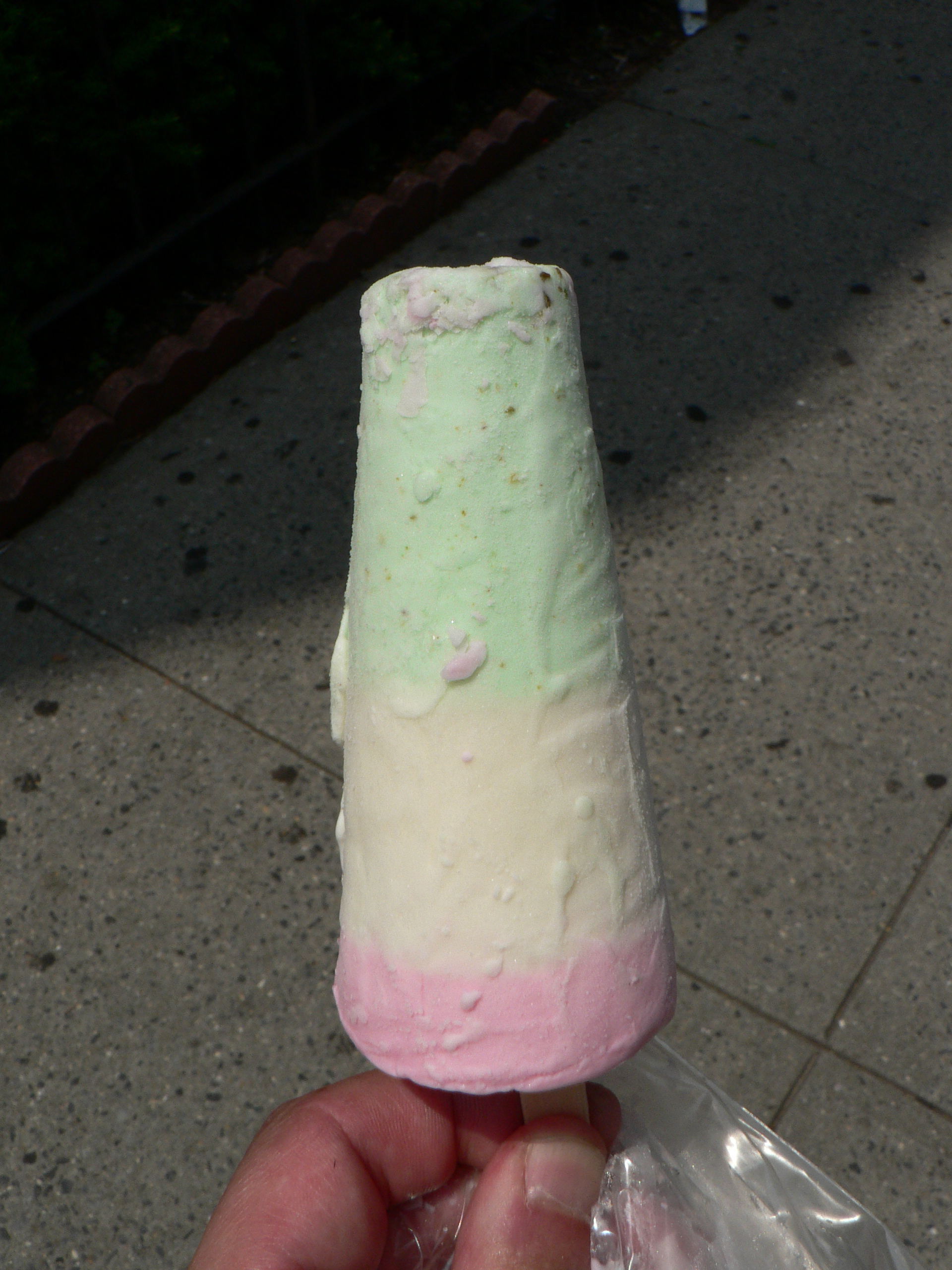
Кульфи с фисташками, ванилью и розовой водой от продавца в Джексон-Хайтс, Куинс, Нью-Йорк
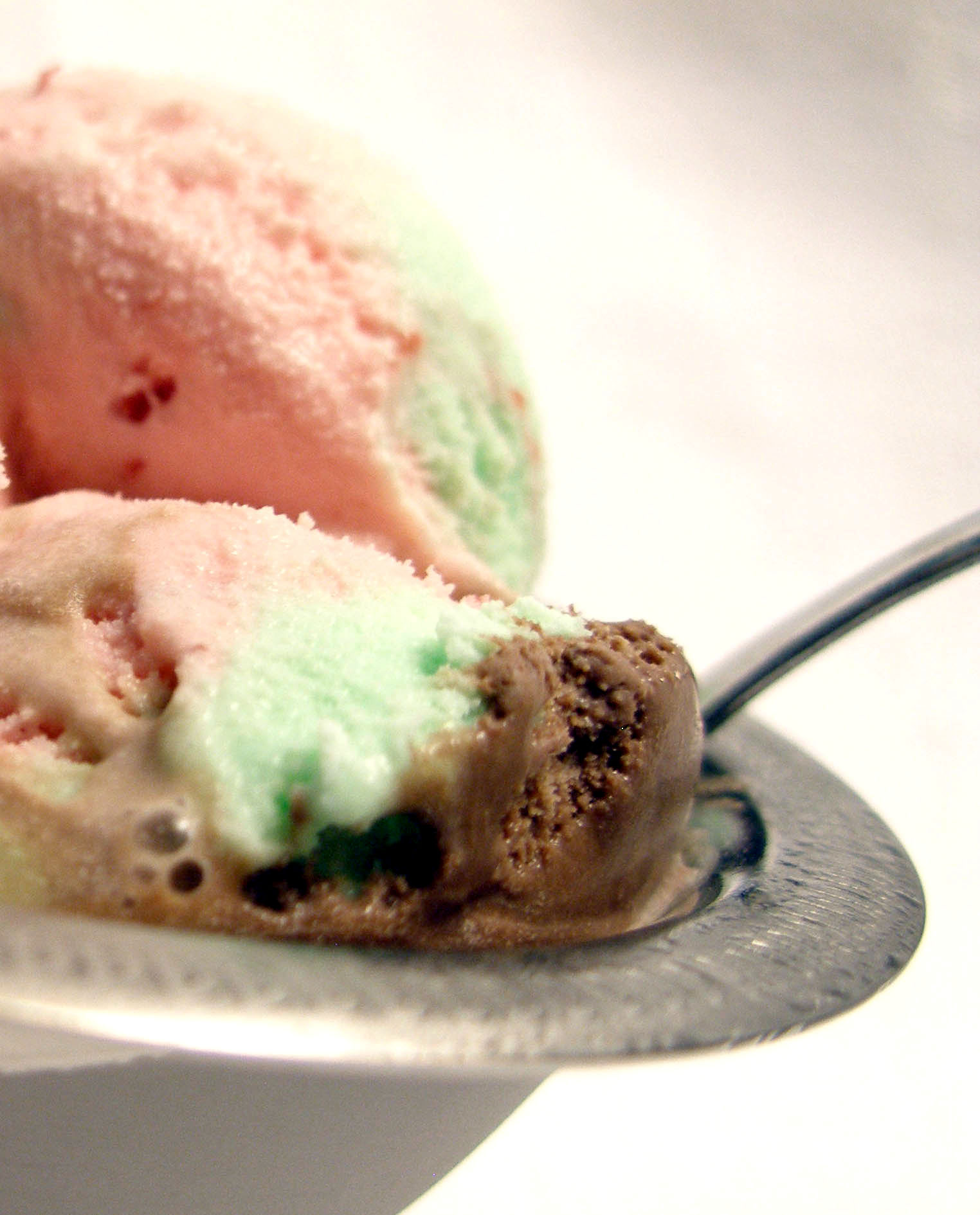
Спумоне включает слой фисташкового мороженого
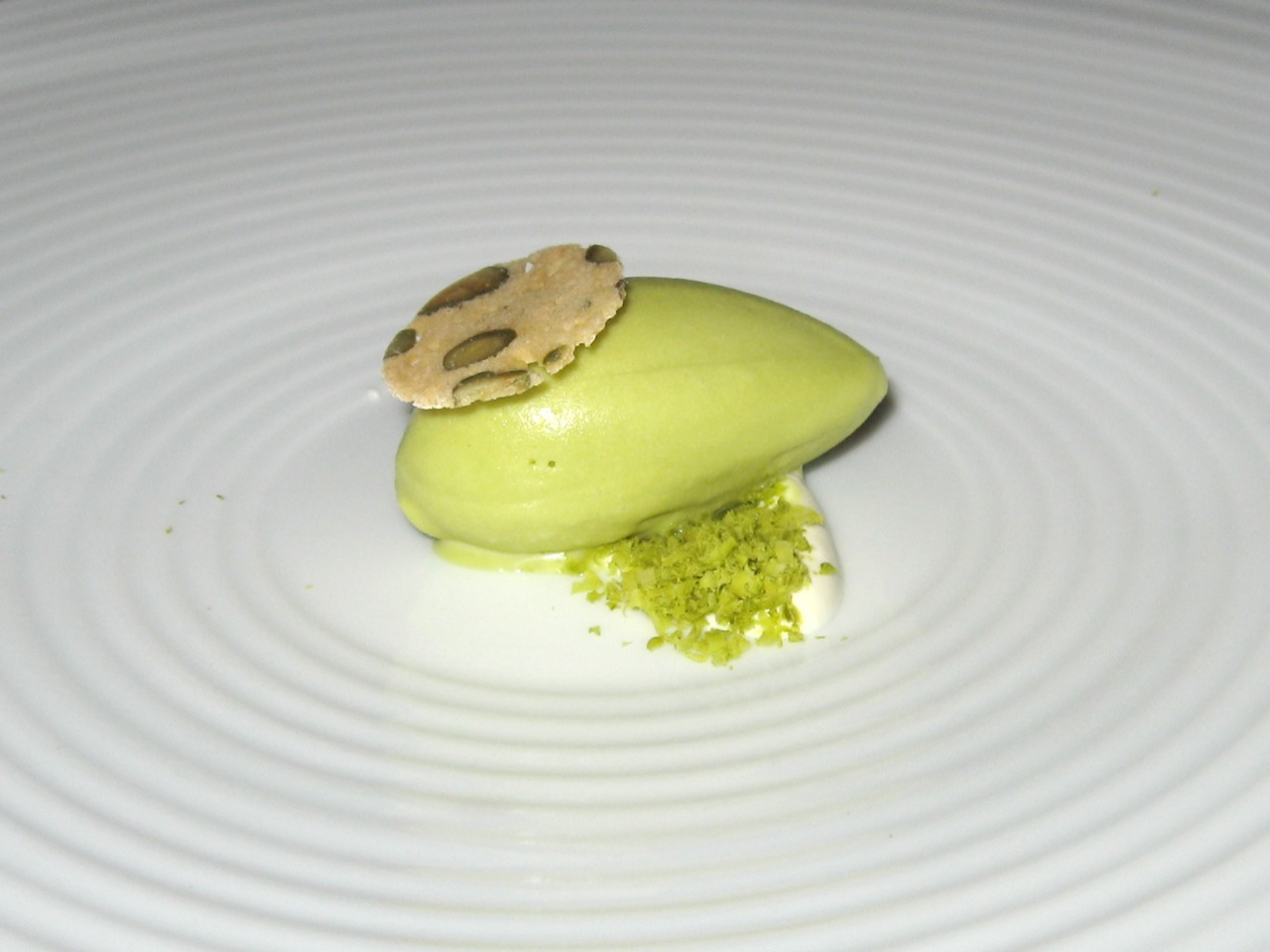
Мороженое с фисташками на взбитом маскарпоне с фисташковым бискотти
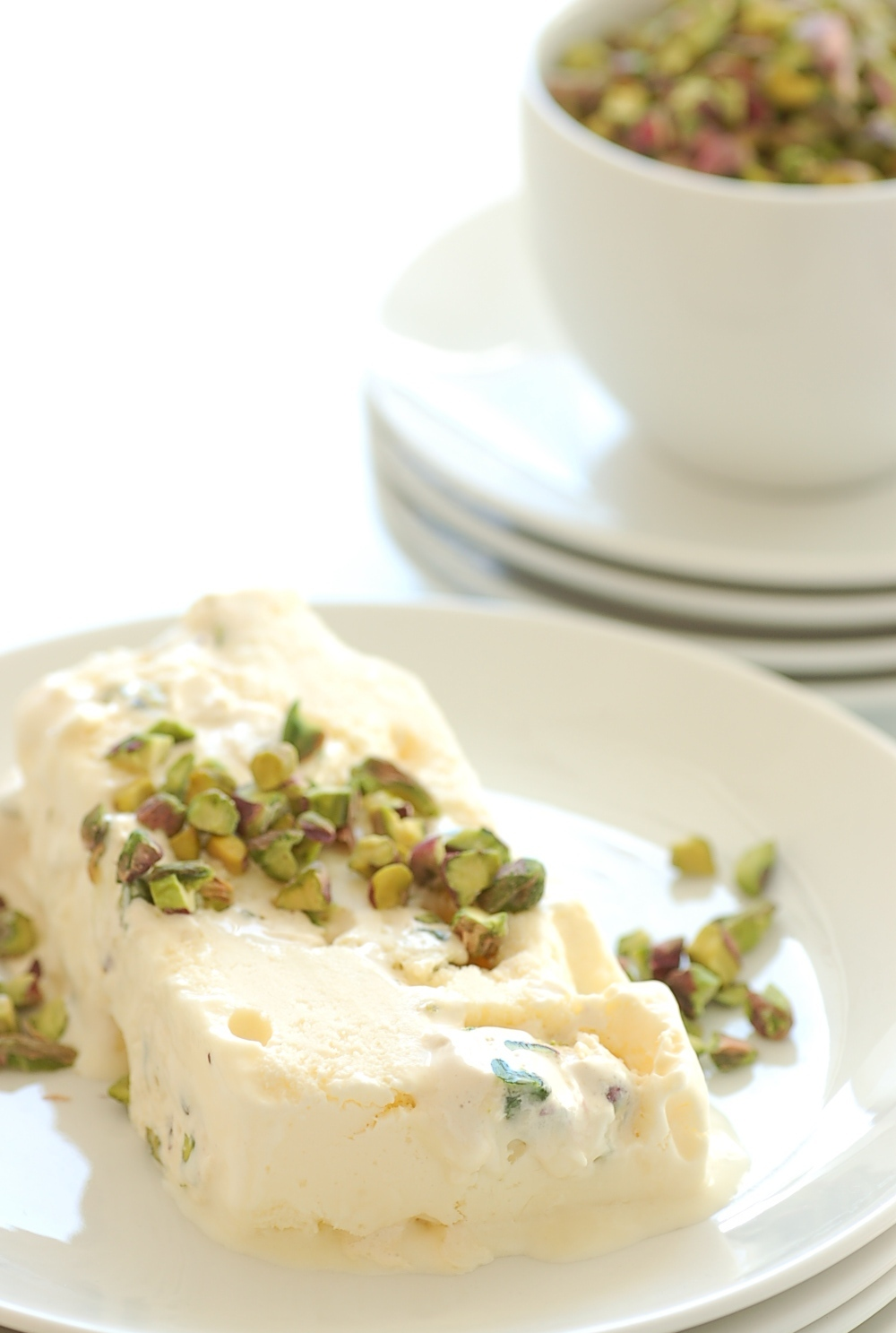
Мороженое с фисташковой нугой
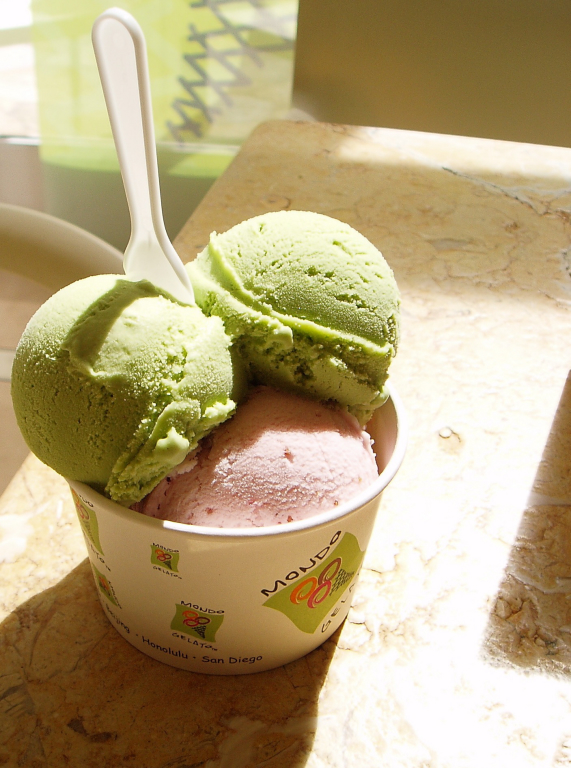
Фисташковое и клубничное мороженое
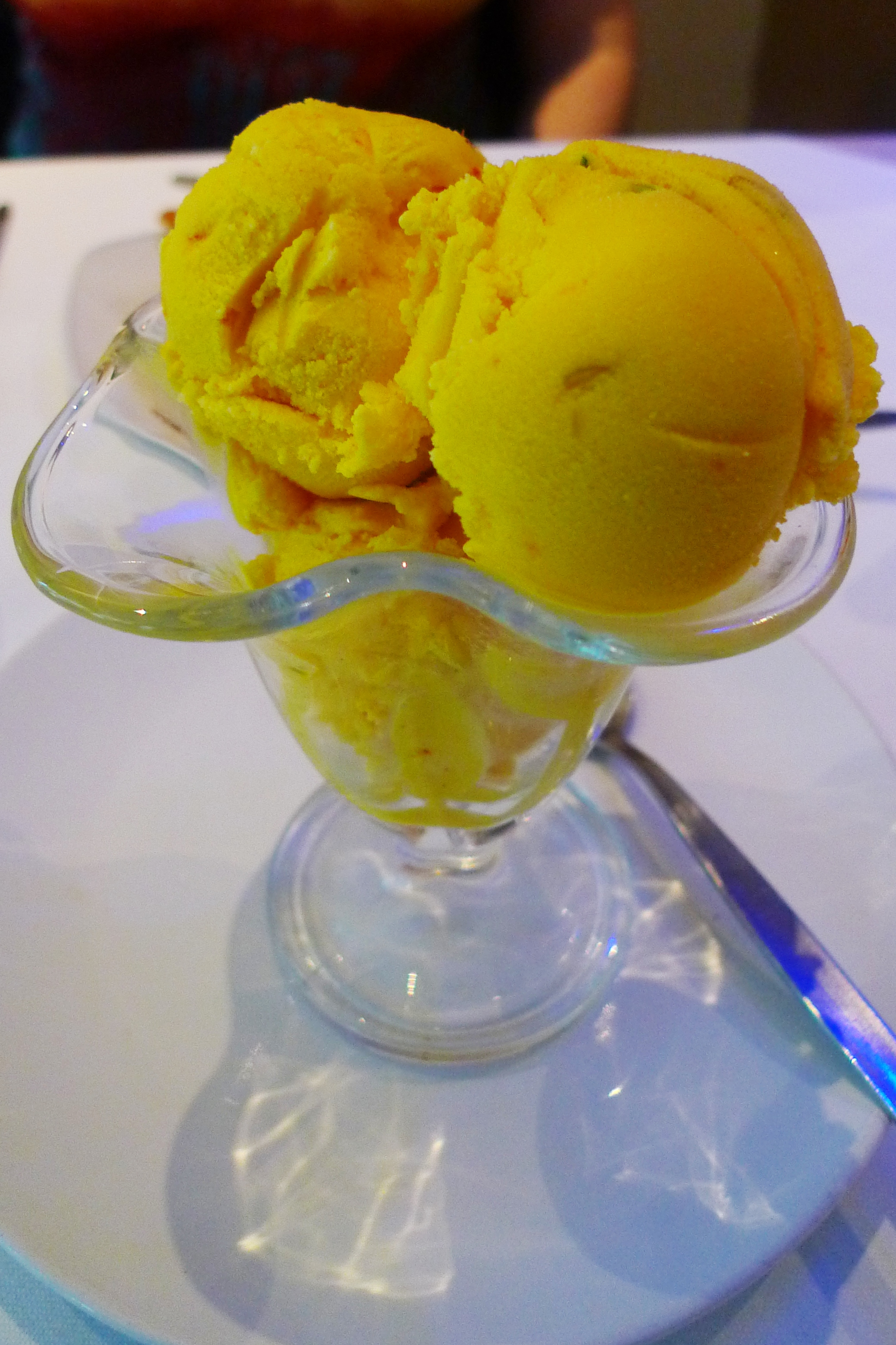
Персидский бастани, приготовленный из шафрана и фисташек из Гилака на Холлоуэй-роуд в Аркуэй, Лондон.